# ميركو كولينة
ميركو كولينة (بالهولندية: Mirco Colina)‏ هو لاعب كرة قدم هولندي في مركز الهجوم، ولد في مايو 1990 في ويلمستاد في كوراساو. شارك مع منتخب جزر الأنتيل الهولندية لكرة القدم ومنتخب كوراساو لكرة القدم. أما مع النوادي، فقد لعب مع Centro Social Deportivo Barber ‏.

## وصلات خارجية
- ميركو كولينة على موقع الاتحاد الدولي (مؤرشف)  (الإنجليزية)
- ميركو كولينة على موقع قاعدة بيانات كرة القدم.إي يو (الإنجليزية)
- ميركو كولينة على موقع ناشيونال فوتبول تيمز (الإنجليزية)
- ميركو كولينة على موقع Soccerway.com (الإنجليزية)